# Râul Mal
Râul Mal este un curs de apă, afluent al râului Ban. 